# A szikla (festmény)
A szikla (La Falaise) Henri Rousseau festménye, amely a párizsi Musée de l’Orangerie gyűjteményének része.
Rousseau 1895-ben festette a képet, amely a normandiai tengerpartot ábrázolja. A motívum szokatlan a művész pályafutásában, ugyanis csak ritkán hagyta el Párizs elővárosait. Valószínűleg ez a képe egy másik festmény reprodukciója alapján készült. Igazodási pontja lehetett Claude Monet Sziklák Pourville-nél vagy Sziklák és csónakok című képei, esetleg Gustave Courbet Viharos tenger című képe. Az is előfordulhat, hogy teljesen más művész inspirálta a festőt, a normandiai sziklákat és tengerpartot ugyanis sokan megörökítették. Rousseau valószínűleg több forrásból inspirálódott, és azokból alkotta meg saját tájképét. A képen a szikla struktúrája és a tenger ábrázolása nagymértékben leegyszerűsített.
A kép Paul Guillaume gyűjteményének része volt, tőle felesége örökölte, akitől 1959-ben került a Louvre gyűjteményébe. 1977 óta a Musée de l’Orangerie-ben látható.